# Valentīns Lobaņovs
Valentīns Lobaņovs (Riga, 1971. október 23. –) lett válogatott  labdarúgó.
A lett válogatott tagjaként részt vett a 2004-es Európa-bajnokságon.

## Sikerei, díjai
Skonto Riga
- Lett bajnok (9): 1992, 1993, 1994, 1995, 1996, 1998, 2000, 2001, 2003
- Lett kupagyőztes (4): 1992, 1995, 1998, 2000, 2001